# Rodrigo Ezequiel Herrera
Rodrigo Herrera (2 de agosto de 2000; Florencio Varela, Buenos Aires, Argentina) es un futbolista argentino que juega como mediocampista en Platense, de la Primera División de Argentina.

## Trayectoria
El 6 de diciembre, Herrera hizo su debut en el primer equipo en una derrota como visitante ante Independiente en la Copa de la Liga, jugando los 90 minutos del partido. 

## Estadísticas

### Clubes
Actualizado de acuerdo al último partido jugado el 3 de julio de 2025
| Club                         | Div.          | Temporada     | Liga  | Liga  | Liga   | Copas nacionales | Copas nacionales | Copas nacionales | Torneos internacionales | Torneos internacionales | Torneos internacionales | Total | Total | Total  |
| Club                         | Div.          | Temporada     | Part. | Goles | Asist. | Part.            | Goles            | Asist.           | Part.                   | Goles                   | Asist.                  | Part. | Goles | Asist. |
| ---------------------------- | ------------- | ------------- | ----- | ----- | ------ | ---------------- | ---------------- | ---------------- | ----------------------- | ----------------------- | ----------------------- | ----- | ----- | ------ |
| Defensa y Justicia Argentina | 1.ª           | 2020          | 6     | 0     | 0      | —                | —                | —                | —                       | —                       | —                       | 6     | 0     | 0      |
| Defensa y Justicia Argentina | 1.ª           | 2021          | 4     | 0     | 0      | —                | —                | —                | —                       | —                       | —                       | 4     | 0     | 0      |
| Defensa y Justicia Argentina | Total club    | Total club    | 10    | 0     | 0      | 0                | 0                | 0                | 0                       | 0                       | 0                       | 10    | 0     | 0      |
| San Martín (T) Argentina     | 2.ª           | 2021          | 15    | 0     | 0      | —                | —                | —                | —                       | —                       | —                       | 15    | 0     | 0      |
| San Martín (T) Argentina     | 2.ª           | 2022          | 35    | 1     | 1      | 1                | 0                | 0                | —                       | —                       | —                       | 36    | 1     | 1      |
| San Martín (T) Argentina     | Total club    | Total club    | 50    | 1     | 1      | 1                | 0                | 0                | 0                       | 0                       | 0                       | 51    | 1     | 1      |
| Barracas Central Argentina   | 1.ª           | 2023          | 20    | 0     | 1      | 6                | 0                | 0                | —                       | —                       | —                       | 26    | 0     | 1      |
| Barracas Central Argentina   | 1.ª           | 2024          | 22    | 0     | 3      | 17               | 0                | 0                | —                       | —                       | —                       | 39    | 0     | 3      |
| Barracas Central Argentina   | Total club    | Total club    | 42    | 0     | 4      | 23               | 0                | 0                | 0                       | 0                       | 0                       | 65    | 0     | 4      |
| C. A. Platense Argentina     | 1.ª           | 2025          | 18    | 0     | 0      | 2                | 0                | 0                | —                       | —                       | —                       | 20    | 0     | 0      |
| C. A. Platense Argentina     | Total club    | Total club    | 18    | 0     | 0      | 2                | 0                | 0                | 0                       | 0                       | 0                       | 20    | 0     | 0      |
| Total carrera                | Total carrera | Total carrera | 120   | 1     | 5      | 26               | 0                | 0                | 0                       | 0                       | 0                       | 146   | 1     | 5      |
| 1. 2. 3.                     |               |               |       |       |        |                  |                  |                  |                         |                         |                         |       |       |        |

## Palmarés

### Torneos nacionales
| Título           | Club           | País      | Año    |
| ---------------- | -------------- | --------- | ------ |
| Primera División | C. A. Platense | Argentina | A-2025 |

### Torneos internacionales
| Título              | Club               | Sede      | Año  |
| ------------------- | ------------------ | --------- | ---- |
| Copa Sudamericana   | Defensa y Justicia | Argentina | 2020 |
| Recopa Sudamericana | Defensa y Justicia | Brasil    | 2021 |